# Andrea Marcato
Andrea Marcato (Padua, Italia, 17 de abril de 1983) es un exjugador de rugby italiano. Jugaba en la posición de apertura. Desarrolló toda su carrera como profesional en su país y fue miembro de la selección de rugby de Italia, en donde a veces se desempeñaba como fullback.

## Trayectoria
Marcato dio sus primeros pasos en el rugby a la edad de 8 años en el club Selvazzano de Padua, donde entrenaban su padre y su tío, ambos jugadores de rugby. A los 15 años fue reclutado por el Petrarca, equipo con el que consagraría campeón nacional en categorías juveniles en 2001. En noviembre de 2002 haría su debut como profesional. 
Aunque su primer partido internacional fue en 2006 (contra Japón, el cual ganó 52-6), no fue vuelto a convocar durante 2007. El nuevo entrenador, el sudafricano Nick Mallett, lo convocó para el equipo italiano de rugby para jugar el Torneo de las Seis Naciones, en el cual Marcato jugó en los cinco partidos, los primeros dos como suplente. 
Mallett confirmó la presencia de Marcato para la gira de verano de 2008 en el hemisferio sur. Marcato jugó los partidos contra los Springboks (perdiendo 0-26) el 21 de junio y una semana más tarde en Córdoba contra Argentina, en el cual Italia ganó 13-12 gracias al penal de Marcato, realizado a los ochenta minutos. 